# Bundestagswahlkreis Frankfurt am Main I
Der Wahlkreis Frankfurt am Main I (Wahlkreis 181, bis zur Bundestagswahl 2021 Wahlkreis 182) ist ein Bundestagswahlkreis in Hessen und repräsentiert zusammen mit dem Wahlkreis 182 die kreisfreie Stadt Frankfurt am Main.
Der Wahlkreis umfasst den nordwestlichen und südwestlichen Teil Frankfurts nördlich des Mains mit den Ortsteilen Altstadt, Bahnhofsviertel, Bockenheim, Dornbusch, Eschersheim, Gallus, Ginnheim, Griesheim, Gutleutviertel, Hausen, Heddernheim, Höchst, Innenstadt, Nied, Niederursel, Praunheim, Rödelheim, Sindlingen, Sossenheim, Unterliederbach, Westend und Zeilsheim.
Bis zur Bundestagswahl 2021 hatte der Wahlkreis die Nummer 182.

## Geschichte
| Wahl      | Wahlkreisname                         | Gebiet |
| --------- | ------------------------------------- | --- |
| 1949      | XV                                    | die Stadtbezirke Oberrad, Sachsenhausen, Niederrad, Goldstein, Schwanheim, Griesheim, Nied, Höchst, Sindlingen, Zeilsheim, Unterliederbach und Sossenheim der Stadt Frankfurt |
| 1953–1961 | 140 Frankfurt/M I                     | die Stadtbezirke Oberrad, Sachsenhausen, Niederrad, Goldstein, Schwanheim, Griesheim, Nied, Höchst, Sindlingen, Zeilsheim, Unterliederbach und Sossenheim der Stadt Frankfurt |
| 1965–1972 | 140 Frankfurt I                       | die Stadtbezirke Oberrad, Sachsenhausen, Niederrad, Goldstein, Schwanheim, Griesheim, Nied, Höchst, Sindlingen, Zeilsheim, Unterliederbach und Sossenheim der Stadt Frankfurt |
| 1976      | 140 Frankfurt (Main) I – Main-Taunus  | von der kreisfreien Stadt Frankfurt (Main) die Stadtbezirke Rödelheim, Hausen, Praunheim, Schwanheim, Goldstein-West, Griesheim, Nied, Höchst, Sindlingen, Zeilsheim, Unterliederbach und Sossenheim sowie vom Main-Taunus-Kreis die Gemeinden Bad Soden, Eschborn, Hattersheim, Kriftel, Liederbach, Schwalbach am Taunus und Sulzbach (Taunus) |
| 1980–1998 | 138 Frankfurt am Main I – Main-Taunus | von der kreisfreien Stadt Frankfurt (Main) die Stadtbezirke Rödelheim, Hausen, Praunheim, Schwanheim, Goldstein-West, Griesheim, Nied, Höchst, Sindlingen, Zeilsheim, Unterliederbach und Sossenheim sowie vom Main-Taunus-Kreis die Gemeinden Bad Soden, Eschborn, Hattersheim, Kriftel, Liederbach, Schwalbach am Taunus und Sulzbach (Taunus) |
| 2002–2005 | 183 Frankfurt am Main I               | von der kreisfreien Stadt Frankfurt am Main die Stadtteile Altstadt, Bahnhofsviertel, Bockenheim, Dornbusch, Eschersheim, Gallusviertel, Ginnheim, Griesheim, Gutleutviertel, Hausen, Heddernheim, Höchst, Innenstadt, Nied, Niederursel, Praunheim, Rödelheim, Sindlingen, Sossenheim, Unterliederbach, Westend und Zeilsheim                   |
| 2009–2021 | 182 Frankfurt am Main I               | von der kreisfreien Stadt Frankfurt am Main die Stadtteile Altstadt, Bahnhofsviertel, Bockenheim, Dornbusch, Eschersheim, Gallusviertel, Ginnheim, Griesheim, Gutleutviertel, Hausen, Heddernheim, Höchst, Innenstadt, Nied, Niederursel, Praunheim, Rödelheim, Sindlingen, Sossenheim, Unterliederbach, Westend und Zeilsheim                   |
| 2025      | 181 Frankfurt am Main I               | Stadtteile Altstadt, Bahnhofsviertel, Bockenheim, Dornbusch, Eschersheim, Gallus, Ginnheim, Griesheim, Gutleutviertel, Hausen, Heddernheim, Höchst, Innenstadt, Nied, Niederursel, Praunheim, Rödelheim, Sindlingen, Sossenheim, Unterliederbach, Westend-Nord, Westend-Süd, Zeilsheim                                                           |

## Wahlkreisabgeordnete
| Wahl | Abgeordneter                           | Abgeordneter                           | Partei                                 | Stimmen in %                           |
| ---- | -------------------------------------- | -------------------------------------- | -------------------------------------- | -------------------------------------- |
| 1949 |                                        | Hermann Brill                          | SPD                                    | 38,7                                   |
| 1953 |                                        | Peter Horn                             | CDU                                    | 37,7                                   |
| 1957 | 42,5                                   | Peter Horn                             | CDU                                    |                                        |
| 1961 |                                        | Georg Leber                            | SPD                                    | 45,4                                   |
| 1965 | 48,3                                   | Georg Leber                            | SPD                                    |                                        |
| 1969 | 55,3                                   | Georg Leber                            | SPD                                    |                                        |
| 1972 | 54,8                                   | Georg Leber                            | SPD                                    |                                        |
| 1976 |                                        | Karsten Voigt                          | SPD                                    | 44,3                                   |
| 1980 | 46,6                                   | Karsten Voigt                          | SPD                                    |                                        |
| 1983 |                                        | Heinz Riesenhuber                      | CDU                                    | 48,8                                   |
| 1987 | 48,5                                   | Heinz Riesenhuber                      | CDU                                    |                                        |
| 1990 | 48,6                                   | Heinz Riesenhuber                      | CDU                                    |                                        |
| 1994 | 50,1                                   | Heinz Riesenhuber                      | CDU                                    |                                        |
| 1998 | 44,0                                   | Heinz Riesenhuber                      | CDU                                    |                                        |
| 2002 |                                        | Gudrun Schaich-Walch                   | SPD                                    | 44,3                                   |
| 2005 |                                        | Gregor Amann                           | SPD                                    | 39,8                                   |
| 2009 |                                        | Matthias Zimmer                        | CDU                                    | 35,2                                   |
| 2013 | 40,2                                   | Matthias Zimmer                        | CDU                                    |                                        |
| 2017 | 30,6                                   | Matthias Zimmer                        | CDU                                    |                                        |
| 2021 |                                        | Armand Zorn                            | SPD                                    | 29,0                                   |
| 2025 | kein – ungenügende Zweitstimmendeckung | kein – ungenügende Zweitstimmendeckung | kein – ungenügende Zweitstimmendeckung | kein – ungenügende Zweitstimmendeckung |

## Wahlergebnisse

### Bundestagswahl 2025
| Kandidaten                                                                      | Kandidaten                | Parteien/Listen     | Erststimmen | Erststimmen | Zweitstimmen | Zweitstimmen |
| Kandidaten                                                                      | Kandidaten                | Parteien/Listen     | Stimmen     | %           | Stimmen      | %            |
| ------------------------------------------------------------------------------- | ------------------------- | ------------------- | ----------- | ----------- | ------------ | ------------ |
|                                                                                 | Armand Zorn               | SPD                 | 40.832      | 25,7        | 27.190       | 17,1         |
|                                                                                 | Yannick Schwander         | CDU                 | 41.232      | 26,0        | 37.384       | 23,5         |
|                                                                                 | Deborah Saskia Düring     | GRÜNE               | 25.758      | 16,2        | 28.697       | 18,0         |
|                                                                                 | Frank Michael Maiwald     | FDP                 | 7.418       | 4,7         | 10.541       | 6,6          |
|                                                                                 | Jörn Bauer                | AfD                 | 17.067      | 10,8        | 17.092       | 10,7         |
|                                                                                 | Janine Natalie Wißler     | Die Linke           | 20.329      | 12,8        | 24.476       | 15,4         |
|                                                                                 | Marcel Stilger            | FREIE WÄHLER        | 1.465       | 0,9         | 856          | 0,5          |
|                                                                                 | –                         | Tierschutzpartei    | –           | –           | 1.370        | 0,9          |
|                                                                                 | Maximilian Carlo Klöckner | Die PARTEI          | 1.693       | 1,1         | 801          | 0,5          |
|                                                                                 | Mariana Boganívna Haramus | Volt                | 2.517       | 1,6         | 1.892        | 1,2          |
|                                                                                 | –                         | PdH                 | –           | –           | 156          | 0,1          |
|                                                                                 | Nuran Çakmaklı-Kraft      | MLPD                | 323         | 0,2         | 103          | 0,1          |
|                                                                                 | –                         | BÜNDNIS DEUTSCHLAND | –           | –           | 190          | 0,1          |
|                                                                                 | –                         | BSW                 | –           | –           | 8.274        | 5,2          |
| Gesamt                                                                          | Gesamt                    | Gesamt              | 158.634     | 100         | 159.022      | 100          |
|                                                                                 |                           |                     |             |             |              |              |
| Ungültige Stimmen                                                               | Ungültige Stimmen         | Ungültige Stimmen   | 1.547       | 1,0         | 1.159        | 0,7          |
| Wähler                                                                          | Wähler                    | Wähler              | 160.181     | 78,7        | 160.181      | 78,7         |
| Wahlberechtigte                                                                 | Wahlberechtigte           | Wahlberechtigte     | 203.423     |             | 203.423      |              |
|                                                                                 |                           |                     |             |             |              |              |
| Anmerkung: kein Kandidat hat ein Direktmandat bekommen (siehe Wahlrechtsreform) |                           |                     |             |             |              |              |
|                                                                                 |                           |                     |             |             |              |              |
| Quellen: Die Bundeswahlleiterin, Kandidaten – Stimmen                           |                           |                     |             |             |              |              |

### Bundestagswahl 2021
Die Bundestagswahl 2021 fand am Sonntag, den 26. September 2021, statt. In Hessen kandidierten 23 Parteien mit ihren Landeslisten.
Auf den Landeslisten kandidierten insgesamt 447 Bewerber, davon 156 (34,9 %) Frauen.
Zur Bundestagswahl 2021 traten folgende Kandidaten an: Das Direktmandat gewann Armand Zorn.
| Gegenstand der Nachweisung | Gegenstand der Nachweisung | Erst- stimmen | Erst- stimmen | Zweit- stimmen | Zweit- stimmen |
| Bewerber                   | Partei                     | Anzahl        | %             | Anzahl         | %              |
| -------------------------- | -------------------------- | ------------- | ------------- | -------------- | -------------- |
| Wahlberechtigte            | Wahlberechtigte            | 201.216       | 100,0         | 201.216        | 100,0          |
| Wähler                     | Wähler                     | 145.010       | 72,1          | 145.010        | 72,1           |
| Ungültige Stimmen          | Ungültige Stimmen          | 1.507         | 1,0           | 1.247          | 0,9            |
| Gültige Stimmen            | Gültige Stimmen            | 143.503       | 99,0          | 143.763        | 99,1           |
| davon                      |                            |               |               |                |                |
| Axel Kaufmann              | CDU                        | 31.163        | 21,7          | 25.915         | 18,0           |
| Armand Zorn                | SPD                        | 41.604        | 29,0          | 32.499         | 22,6           |
| Patrick Schenk             | AfD                        | 7.909         | 5,5           | 7.846          | 5,5            |
| Frank Maiwald              | FDP                        | 16.369        | 11,4          | 21.361         | 14,9           |
| Deborah Düring             | GRÜNE                      | 26.922        | 18,8          | 33.821         | 23,5           |
| Janine Wissler             | DIE LINKE                  | 12.562        | 8,8           | 10.384         | 7,2            |
| –                          | Tierschutzpartei           | –             | –             | 1.716          | 1,2            |
| –                          | Die PARTEI                 | –             | –             | 1.389          | 1,0            |
| Eric Pärisch               | FREIE WÄHLER               | 2.094         | 1,5           | 1.184          | 0,8            |
| –                          | PIRATEN                    | –             | –             | 645            | 0,4            |
| –                          | NPD                        | –             | –             | 125            | 0,1            |
| –                          | ÖDP                        | –             | –             | 118            | 0,1            |
| –                          | V-Partei³                  | –             | –             | 168            | 0,1            |
| Karsten Wappelt            | MLPD                       | 143           | 0,1           | 72             | 0,1            |
| –                          | DKP                        | –             | –             | 97             | 0,1            |
| Martin Heipertz            | dieBasis                   | 2.052         | 1,4           | 1.597          | 1,1            |
| –                          | Bündnis C                  | –             | –             | 133            | 0,1            |
| –                          | diePinken/BÜNDNIS21        | –             | –             | 35             | 0,0            |
| –                          | LKR                        | –             | –             | 39             | 0,0            |
| –                          | Die Humanisten             | –             | –             | 210            | 0,1            |
| –                          | Gesundheitsforschung       | –             | –             | 179            | 0,1            |
| –                          | Team Todenhöfer            | –             | –             | 2.496          | 1,7            |
| Maximilian Zänker          | Volt                       | 2.685         | 1,9           | 1.734          | 1,2            |

Die dargestellten Zahlen beruhen auf dem amtlichen Endergebnis vom 15. Oktober 2021.

### Bundestagswahl 2017
Die Bundestagswahl 2017 fand am Sonntag, den 24. September 2017, statt. In Hessen hatten sich 20 Parteien mit ihrer Landesliste beworben. Die Allianz Deutscher Demokraten zog ihre Bewerbung zurück. Die Violetten wurde vom Landeswahlausschuss zurückgewiesen, da nicht die erforderlichen zweitausend Unterschriften zur Unterstützung vorgelegt wurden. Somit bewarben sich 18 Parteien mit ihren Landeslisten in Hessen. Auf den Landeslisten kandidierten insgesamt 353 Bewerber, davon nicht ganz ein Drittel (114) Frauen.
| Gegenstand der Nachweisung | Gegenstand der Nachweisung | Erst- stimmen | Erst- stimmen | Zweit- stimmen | Zweit- stimmen |
| Bewerber                   | Partei                     | Anzahl        | %             | Anzahl         | %              |
| -------------------------- | -------------------------- | ------------- | ------------- | -------------- | -------------- |
| Wahlberechtigte            | Wahlberechtigte            | 199.775       | 100           | 199.775        | 100            |
| Wähler                     | Wähler                     | 144.659       | 72,4          | 144.659        | 72,4           |
| Ungültige Stimmen          | Ungültige Stimmen          | 1.787         | 1,2           | 1610           | 1,1            |
| Gültige Stimmen            | Gültige Stimmen            | 142.872       | 98,8          | 143.049        | 98,9           |
| davon                      |                            |               |               |                |                |
| Matthias Zimmer            | CDU                        | 43.681        | 30,6          | 37.235         | 26             |
| Oliver Strank              | SPD                        | 38.636        | 27            | 29.686         | 20,8           |
| Jessica Purkhardt          | GRÜNE                      | 15.596        | 10,9          | 19.423         | 13,6           |
| Achim Kessler              | DIE LINKE                  | 13.858        | 9,7           | 17.115         | 12             |
| Horst Reschke              | AfD                        | 12.879        | 9             | 13.329         | 9,3            |
| Nicola Beer                | FDP                        | 13.161        | 9,2           | 20.003         | 14             |
| Pawel Borodan              | PIRATEN                    | 967           | 0,7           | 694            | 0,5            |
|                            | NPD                        | -             | -             | 314            | 0,2            |
| Michael Weingärtner        | FREIE WÄHLER               | 1.309         | 0,9           | 725            | 0,5            |
| Nico Wehnemann             | Die PARTEI                 | 2.479         | 1,7           | 1.752          | 1,2            |
|                            | Büso                       | -             | -             | 30             | 0              |
| Corinna Koske-Jones        | MLPD                       | 210           | 0,1           | 137            | 0,1            |
|                            | BGE                        | -             | -             | 326            | 0,2            |
|                            | DKP                        | -             | -             | 53             | 0              |
|                            | DM                         | -             | -             | 328            | 0,2            |
|                            | ÖDP                        | -             | -             | 262            | 0,2            |
|                            | Tierschutzpartei           | -             | -             | 1.386          | 1              |
|                            | V-Partei³                  | -             | -             | 251            | 0,2            |
| Marianne Arens             | Einzelbewerberin           | 96            | 0,1           | -              | -              |

### Bundestagswahl 2013
| Gegenstand der Nachweisung | Gegenstand der Nachweisung | Erst- stimmen | Erst- stimmen | Zweit- stimmen | Zweit- stimmen |
| Bewerber                   | Partei                     | Anzahl        | %             | Anzahl         | %              |
| -------------------------- | -------------------------- | ------------- | ------------- | -------------- | -------------- |
| Wahlberechtigte            | Wahlberechtigte            | 195.615       | 100,0         | 195.615        | 100,0          |
| Wähler                     | Wähler                     | 133.575       | 68,3          | 133.575        | 68,3           |
| Ungültige Stimmen          | Ungültige Stimmen          | 3.056         | 2,3           | 2.687          | 2,0            |
| Gültige Stimmen            | Gültige Stimmen            | 130.519       | 100,0         | 130.888        | 100,0          |
| davon                      |                            |               |               |                |                |
| Matthias Zimmer            | CDU                        | 52.427        | 40,2          | 43.883         | 33,5           |
| Gregor Amann               | SPD                        | 43.124        | 33,0          | 35.106         | 26,8           |
| Hans-Joachim Otto          | FDP                        | 4.125         | 3,2           | 9.209          | 7,0            |
| Angela Anne Hanisch        | GRÜNE                      | 12.875        | 9,9           | 17.398         | 13,3           |
| Margarete Wiemer           | DIE LINKE                  | 10.280        | 7,9           | 11.684         | 8,9            |
| Thorsten Wirth             | PIRATEN                    | 3.066         | 2,3           | 3.117          | 2,4            |
| Martin Patrick Baumgart    | NPD                        | 1.148         | 0,9           | 949            | 0,7            |
| Frank-Michael Homa         | REP                        | 772           | 0,6           | 450            | 0,3            |
| Ilja Bertold Karpowski     | BüSo                       | 177           | 0,1           | 85             | 0,1            |
|                            | MLPD                       | –             | –             | 56             | 0,0            |
|                            | AfD                        | –             | –             | 6.983          | 5,3            |
|                            | pro Deutschland            | –             | –             | 133            | 0,1            |
| Rainer Drephal             | FREIE WÄHLER               | 1.586         | 1,2           | 904            | 0,7            |
| Nico Wehnemann             | Die PARTEI                 | 939           | 0,7           | 869            | 0,7            |
|                            | PSG                        | –             | –             | 62             | 0,0            |

### Bundestagswahl 2009
| Gegenstand der Nachweisung | Gegenstand der Nachweisung | Erst- stimmen | Erst- stimmen | Zweit- stimmen | Zweit- stimmen |
| Bewerber                   | Partei                     | Anzahl        | %             | Anzahl         | %              |
| -------------------------- | -------------------------- | ------------- | ------------- | -------------- | -------------- |
| Wahlberechtigte            | Wahlberechtigte            | 190.058       | 100,0         | 190.058        | 100,0          |
| Wähler                     | Wähler                     | 132.429       | 69,7          | 132.429        | 69,7           |
| Ungültige Stimmen          | Ungültige Stimmen          | 2.217         | 1,7           | 2.091          | 1,6            |
| Gültige Stimmen            | Gültige Stimmen            | 130.212       | 100,0         | 130.338        | 100,0          |
| davon                      |                            |               |               |                |                |
| Gregor Amann               | SPD                        | 39.147        | 30,1          | 29.107         | 22,3           |
| Matthias Zimmer            | CDU                        | 45.866        | 35,2          | 36.031         | 27,6           |
| Hans-Joachim Otto          | FDP                        | 12.876        | 9,9           | 22.761         | 17,5           |
| Martina Feldmayer          | GRÜNE                      | 15.701        | 12,1          | 20.645         | 15,8           |
| Margarete Wiemer           | LINKE                      | 12.031        | 9,2           | 14.551         | 11,2           |
| Günter Ulrich              | NPD                        | 1.327         | 1,0           | 1.266          | 1,0            |
| Matthias Ottmar            | REP                        | 862           | 0,7           | 824            | 0,6            |
| Julia Reichel              | Die Tierschutzpartei       | 1.879         | 1,4           | 1.415          | 1,1            |
| Rainer Apel                | BüSo                       | 353           | 0,3           | 210            | 0,2            |
| Veit-Harald Müller         | MLPD                       | 170           | 0,1           | 92             | 0,1            |
|                            | DVU                        | –             | –             | 81             | 0,1            |
|                            | PIRATEN                    | –             | –             | 3.355          | 2,6            |

Hans-Joachim Otto zog über die Landesliste der FDP in den Bundestag ein.

### Bundestagswahl 2005
| Gegenstand der Nachweisung | Gegenstand der Nachweisung | Erst- stimmen | Erst- stimmen | Zweit- stimmen | Zweit- stimmen |
| Bewerber                   | Partei                     | Anzahl        | %             | Anzahl         | %              |
| -------------------------- | -------------------------- | ------------- | ------------- | -------------- | -------------- |
| Wahlberechtigte            | Wahlberechtigte            | 183.183       | 100,0         | 183.183        | 100,0          |
| Wähler                     | Wähler                     | 135.863       | 74,2          | 135.863        | 74,2           |
| Ungültige Stimmen          | Ungültige Stimmen          | 3.059         | 2,3           | 2.502          | 1,8            |
| Gültige Stimmen            | Gültige Stimmen            | 132.804       | 100,0         | 133.361        | 100,0          |
| davon                      |                            |               |               |                |                |
| Gregor Amann               | SPD                        | 52.850        | 39,8          | 41.413         | 31,1           |
| Markus Frank               | CDU                        | 49.510        | 37,3          | 39.377         | 29,5           |
| Ulrike Gauderer            | GRÜNE                      | 12.650        | 9,5           | 20.739         | 15,6           |
| Hans-Joachim Otto          | FDP                        | 7.603         | 5,7           | 17.205         | 12,9           |
| Hans-Joachim Viehl         | Die Linke.                 | 7.783         | 5,9           | 9.357          | 7,0            |
|                            | REP                        | –             | –             | 1.044          | 0,8            |
|                            | Die Tierschutzpartei       | –             | –             | 1.328          | 1,0            |
| Werner Bargon              | NPD                        | 2.408         | 1,8           | 1.636          | 1,2            |
|                            | GRAUE                      | –             | –             | 938            | 0,7            |
|                            | BüSo                       | –             | –             | 121            | 0,1            |
|                            | MLPD                       | –             | –             | 108            | 0,1            |
|                            | PSG                        | –             | –             | 95             | 0,1            |

### Bundestagswahl 2002
| Gegenstand der Nachweisung | Gegenstand der Nachweisung | Erst- stimmen | Erst- stimmen | Zweit- stimmen | Zweit- stimmen |
| Bewerber                   | Partei                     | Anzahl        | %             | Anzahl         | %              |
| -------------------------- | -------------------------- | ------------- | ------------- | -------------- | -------------- |
| Wahlberechtigte            | Wahlberechtigte            | 182.930       | 100,0         | 182.930        | 100,0          |
| Wähler                     | Wähler                     | 138.514       | 75,7          | 138.514        | 75,7           |
| Ungültige Stimmen          | Ungültige Stimmen          | 2.909         | 2,1           | 2.429          | 1,8            |
| Gültige Stimmen            | Gültige Stimmen            | 135.605       | 100,0         | 136.085        | 100,0          |
| davon                      |                            |               |               |                |                |
| Gudrun Schaich-Walch       | SPD                        | 60.026        | 44,3          | 47.378         | 34,8           |
| Markus Frank               | CDU                        | 48.721        | 35,9          | 45.655         | 33,5           |
| Manuela Rottmann           | GRÜNE                      | 12.178        | 9,0           | 23.868         | 17,5           |
| Hans-Joachim Otto          | FDP                        | 8.019         | 5,9           | 11.086         | 8,1            |
|                            | REP                        | –             | –             | 905            | 0,7            |
| Mark Seibert               | PDS                        | 2.513         | 1,9           | 3.492          | 2,6            |
| Sebastian Stranz           | Die Tierschutzpartei       | 1.441         | 1,1           | 965            | 0,7            |
| Thomas Hantusch            | NPD                        | 843           | 0,6           | 586            | 0,4            |
|                            | GRAUE                      | –             | –             | 319            | 0,2            |
|                            | PBC                        | –             | –             | 169            | 0,1            |
|                            | CM                         | –             | –             | 55             | 0,0            |
|                            | ödp                        | –             | –             | 108            | 0,1            |
| Michael Weißbach           | BüSo                       | 152           | 0,1           | 87             | 0,1            |
| Hans-Günther Müller        | Schill                     | 1.712         | 1,3           | 1.412          | 1,0            |

### Bundestagswahl 1998
| Gegenstand der Nachweisung | Gegenstand der Nachweisung | Erst- stimmen | Erst- stimmen | Zweit- stimmen | Zweit- stimmen |
| Bewerber                   | Partei                     | Anzahl        | %             | Anzahl         | %              |
| -------------------------- | -------------------------- | ------------- | ------------- | -------------- | -------------- |
| Wahlberechtigte            | Wahlberechtigte            | 169.398       | 100,0         | 169.398        | 100,0          |
| Wähler                     | Wähler                     | 140.060       | 82,7          | 140.060        | 82,7           |
| Ungültige Stimmen          | Ungültige Stimmen          | 2.101         | 1,5           | 1.786          | 1,3            |
| Gültige Stimmen            | Gültige Stimmen            | 137.959       | 100,0         | 138.274        | 100,0          |
| davon                      |                            |               |               |                |                |
| Heinz Riesenhuber          | CDU                        | 60.717        | 44,0          | 50.182         | 36,3           |
| Klaus Wiesehügel           | SPD                        | 54.448        | 39,5          | 51.083         | 36,9           |
| Tom Koenigs                | GRÜNE                      | 9.234         | 6,7           | 11.967         | 8,7            |
| Friedrich-W. Krüger        | F.D.P.                     | 3.555         | 2,6           | 12.079         | 8,7            |
| Klaus Baumer-Versock       | PDS                        | 1.791         | 1,3           | 2.434          | 1,8            |
|                            | APPD                       | –             | –             | 116            | 0,1            |
|                            | BüSo                       | –             | –             | 30             | 0,0            |
| Heiner Kappel              | BFB – Die Offensive        | 3.470         | 2,5           | 2.534          | 1,8            |
|                            | Chance 2000                | –             | –             | 105            | 0,1            |
|                            | CM                         | –             | –             | 86             | 0,1            |
|                            | DVU                        | –             | –             | 1.388          | 1,0            |
|                            | GRAUE                      | –             | –             | 519            | 0,4            |
| Brigitte Schmidt           | REP                        | 4.155         | 3,0           | 3.428          | 2,5            |
|                            | DIE FRAUEN                 | –             | –             | 113            | 0,1            |
|                            | Pro DM                     | –             | –             | 897            | 0,6            |
|                            | Die Tierschutzpartei       | –             | –             | 651            | 0,5            |
|                            | NPD                        | –             | –             | 203            | 0,1            |
| Winfried Siebeck           | NATURGESETZ                | 589           | 0,4           | 207            | 0,1            |
|                            | ödp                        | –             | –             | 137            | 0,1            |
|                            | PBC                        | –             | –             | 95             | 0,1            |
|                            | PSG                        | –             | –             | 20             | 0,0            |

### Bundestagswahl 1994
| Gegenstand der Nachweisung | Gegenstand der Nachweisung | Erst- stimmen | Erst- stimmen | Zweit- stimmen | Zweit- stimmen |
| Bewerber                   | Partei                     | Anzahl        | %             | Anzahl         | %              |
| -------------------------- | -------------------------- | ------------- | ------------- | -------------- | -------------- |
| Wahlberechtigte            | Wahlberechtigte            | 172.207       | 100,0         | 172.207        | 100,0          |
| Wähler                     | Wähler                     | 140.680       | 81,7          | 140.680        | 81,7           |
| Ungültige Stimmen          | Ungültige Stimmen          | 2.001         | 1,4           | 1.978          | 1,4            |
| Gültige Stimmen            | Gültige Stimmen            | 138.679       | 100,0         | 138.702        | 100,0          |
| davon                      |                            |               |               |                |                |
| Heinz Riesenhuber          | CDU                        | 69.447        | 50,1          | 60.511         | 43,6           |
| Karsten Voigt              | SPD                        | 47.352        | 34,1          | 43.178         | 31,1           |
| Julia Kappel               | F.D.P.                     | 5.121         | 3,7           | 13.131         | 9,5            |
| Ulrike Riedel              | GRÜNE                      | 9.766         | 7,0           | 13.543         | 9,8            |
| Wolfgang Suttner           | REP                        | 4.077         | 2,9           | 4.227          | 3,0            |
| Gerhard Zwerenz            | PDS                        | 1.578         | 1,1           | 1.838          | 1,3            |
|                            | Solidarität                | –             | –             | 33             | 0,0            |
|                            | DIE GRAUEN                 | –             | –             | 1.081          | 0,8            |
| Reiner Josef Dümpert       | NATURGESETZ                | 813           | 0,6           | 555            | 0,4            |
|                            | MLPD                       | –             | –             | 29             | 0,0            |
| Björn Schneider            | ÖDP                        | 525           | 0,4           | 391            | 0,3            |
|                            | PBC                        | –             | –             | 185            | 0,1            |

### Bundestagswahl 1990
| Gegenstand der Nachweisung | Gegenstand der Nachweisung | Erst- stimmen | Erst- stimmen | Zweit- stimmen | Zweit- stimmen |
| Bewerber                   | Partei                     | Anzahl        | %             | Anzahl         | %              |
| -------------------------- | -------------------------- | ------------- | ------------- | -------------- | -------------- |
| Wahlberechtigte            | Wahlberechtigte            | 178.490       | 100,0         | 178.490        | 100,0          |
| Wähler                     | Wähler                     | 141.538       | 79,3          | 141.538        | 79,3           |
| Ungültige Stimmen          | Ungültige Stimmen          | 1.581         | 1,1           | 1.669          | 1,2            |
| Gültige Stimmen            | Gültige Stimmen            | 139.957       | 100,0         | 139.869        | 100,0          |
| davon                      |                            |               |               |                |                |
| Heinz Riesenhuber          | CDU                        | 68.059        | 48,6          | 62.336         | 44,6           |
| Karsten Voigt              | SPD                        | 47.852        | 34,2          | 45.967         | 32,9           |
| Ulrike Riedel              | GRÜNE                      | 7.724         | 5,5           | 7.605          | 5,4            |
| Hans Kolb                  | F.D.P.                     | 9.021         | 6,4           | 16.327         | 11,7           |
| Hildegard Mulert           | DIE GRAUEN                 | 2.099         | 1,5           | 1.960          | 1,4            |
| Christoph Zimmer           | REP                        | 3.664         | 2,6           | 3.674          | 2,6            |
| Werner Laube               | NPD                        | 1.026         | 0,7           | 976            | 0,7            |
| Stephan Jany               | ÖDP                        | 512           | 0,4           | 445            | 0,3            |
|                            | PDS                        | –             | –             | 579            | 0,4            |

### Bundestagswahl 1987
| Gegenstand der Nachweisung | Gegenstand der Nachweisung | Erst- stimmen | Erst- stimmen | Zweit- stimmen | Zweit- stimmen |
| Bewerber                   | Partei                     | Anzahl        | %             | Anzahl         | %              |
| -------------------------- | -------------------------- | ------------- | ------------- | -------------- | -------------- |
| Wahlberechtigte            | Wahlberechtigte            | 176.293       | 100,0         | 176.293        | 100,0          |
| Wähler                     | Wähler                     | 146.635       | 83,2          | 146.635        | 83,2           |
| Ungültige Stimmen          | Ungültige Stimmen          | 1.629         | 1,1           | 1.552          | 1,1            |
| Gültige Stimmen            | Gültige Stimmen            | 145.006       | 100,0         | 145.083        | 100,0          |
| davon                      |                            |               |               |                |                |
| Heinz Riesenhuber          | CDU                        | 70.265        | 48,5          | 63.082         | 43,5           |
| Karsten Voigt              | SPD                        | 53.309        | 36,8          | 50.494         | 34,8           |
| Wolfgang Mischnick         | F.D.P.                     | 7.290         | 5,0           | 14.395         | 9,9            |
| Wolfgang Bock              | GRÜNE                      | 11.460        | 7,9           | 14.751         | 10,2           |
|                            | FRAUEN                     | –             | –             | 398            | 0,3            |
|                            | MLPD                       | –             | –             | 39             | 0,0            |
| Carmen Knauer              | NPD                        | 1.426         | 1,0           | 1.461          | 1,0            |
| Ilona Maluschka            | ÖDP                        | 336           | 0,2           | 342            | 0,2            |
| Gabriele Liebig            | Patrioten                  | 133           | 0,1           | 121            | 0,1            |
| Dagmar Merx                | FRIEDEN                    | 787           | 0,5           | –              | –              |

### Bundestagswahl 1983
| Gegenstand der Nachweisung | Gegenstand der Nachweisung | Erst- stimmen | Erst- stimmen | Zweit- stimmen | Zweit- stimmen |
| Bewerber                   | Partei                     | Anzahl        | %             | Anzahl         | %              |
| -------------------------- | -------------------------- | ------------- | ------------- | -------------- | -------------- |
| Wahlberechtigte            | Wahlberechtigte            | 172.805       | 100,0         | 172.805        | 100,0          |
| Wähler                     | Wähler                     | 153.556       | 88,9          | 153.556        | 88,9           |
| Ungültige Stimmen          | Ungültige Stimmen          | 1.274         | 0,8           | 1.250          | 0,8            |
| Gültige Stimmen            | Gültige Stimmen            | 152.282       | 100,0         | 152.306        | 100,0          |
| davon                      |                            |               |               |                |                |
| Karsten Voigt              | SPD                        | 65.510        | 43,0          | 61.891         | 40,6           |
| Heinz Riesenhuber          | CDU                        | 74.369        | 48,8          | 67.539         | 44,3           |
| Wolfgang Mischnick         | F.D.P.                     | 4.678         | 3,1           | 12.149         | 8,0            |
| Ellen Weber                | DKP                        | 409           | 0,3           | 345            | 0,2            |
| Wolf-Günther Schwarz       | GRÜNE                      | 6.621         | 4,3           | 9.705          | 6,4            |
| Volker Haßmann             | EAP                        | 114           | 0,1           | 106            | 0,1            |
| Hans Mokry                 | NPD                        | 581           | 0,4           | 571            | 0,4            |

### Bundestagswahl 1980
| Gegenstand der Nachweisung | Gegenstand der Nachweisung | Erst- stimmen | Erst- stimmen | Zweit- stimmen | Zweit- stimmen |
| Bewerber                   | Partei                     | Anzahl        | %             | Anzahl         | %              |
| -------------------------- | -------------------------- | ------------- | ------------- | -------------- | -------------- |
| Wahlberechtigte            | Wahlberechtigte            | 171.275       | 100,0         | 171.275        | 100,0          |
| Wähler                     | Wähler                     | 151.784       | 88,6          | 151.784        | 88,6           |
| Ungültige Stimmen          | Ungültige Stimmen          | 1.549         | 1,0           | 1.388          | 0,9            |
| Gültige Stimmen            | Gültige Stimmen            | 150.235       | 100,0         | 150.396        | 100,0          |
| davon                      |                            |               |               |                |                |
| Karsten Voigt              | SPD                        | 69.965        | 46,6          | 68.136         | 45,3           |
| Heinz Riesenhuber          | CDU                        | 62.705        | 41,7          | 60.428         | 40,2           |
| Wolfgang Mischnick         | F.D.P.                     | 13.894        | 9,2           | 18.128         | 12,1           |
| Ellen Weber                | DKP                        | 509           | 0,3           | 407            | 0,3            |
| Klaus Kallenbach           | GRÜNE                      | 2.996         | 2,0           | 2.637          | 1,8            |
|                            | EAP                        | –             | –             | 24             | 0,0            |
| Dorothee Eckardt           | KBW                        | 87            | 0,1           | 64             | 0,0            |
|                            | NPD                        | –             | –             | 505            | 0,3            |
| Ilse Weissert              | V                          | 79            | 0,1           | 67             | 0,0            |

### Bundestagswahl 1976
| Gegenstand der Nachweisung | Gegenstand der Nachweisung | Erst- stimmen | Erst- stimmen | Zweit- stimmen | Zweit- stimmen |
| Bewerber                   | Partei                     | Anzahl        | %             | Anzahl         | %              |
| -------------------------- | -------------------------- | ------------- | ------------- | -------------- | -------------- |
| Wahlberechtigte            | Wahlberechtigte            | 170.188       | 100,0         | 170.188        | 100,0          |
| Wähler                     | Wähler                     | 155.212       | 91,2          | 155.212        | 91,2           |
| Ungültige Stimmen          | Ungültige Stimmen          | 1.107         | 0,7           | 987            | 0,6            |
| Gültige Stimmen            | Gültige Stimmen            | 154.105       | 100,0         | 154.225        | 100,0          |
| davon                      |                            |               |               |                |                |
| Karsten Voigt              | SPD                        | 68.310        | 44,3          | 69.339         | 45,0           |
| Heinz Riesenhuber          | CDU                        | 68.024        | 44,1          | 67.595         | 43,8           |
| Wolfgang Mischnick         | F.D.P.                     | 15.638        | 10,1          | 15.370         | 10,0           |
|                            | AUD                        | –             | –             | 62             | 0,0            |
| Georg-Joachim Schilling    | AVP                        | 68            | 0,0           | 50             | 0,0            |
| Ellen Weber                | DKP                        | 827           | 0,5           | 720            | 0,5            |
| Uwe Friesecke              | EAP                        | 61            | 0,0           | 53             | 0,0            |
| Birgit Koch                | KPD                        | 221           | 0,1           | 183            | 0,1            |
| Gerd Koenen                | KBW                        | 185           | 0,1           | 138            | 0,1            |
| Hans Mokry                 | NPD                        | 771           | 0,5           | 715            | 0,5            |

### Bundestagswahl 1972
| Gegenstand der Nachweisung | Gegenstand der Nachweisung | Erst- stimmen | Erst- stimmen | Zweit- stimmen | Zweit- stimmen |
| Bewerber                   | Partei                     | Anzahl        | %             | Anzahl         | %              |
| -------------------------- | -------------------------- | ------------- | ------------- | -------------- | -------------- |
| Wahlberechtigte            | Wahlberechtigte            | 149.869       | 100,0         | 149.869        | 100,0          |
| Wähler                     | Wähler                     | 134.748       | 89,9          | 134.748        | 89,9           |
| Ungültige Stimmen          | Ungültige Stimmen          | 1.390         | 1,0           | 825            | 0,6            |
| Gültige Stimmen            | Gültige Stimmen            | 133.358       | 100,0         | 133.923        | 100,0          |
| davon                      |                            |               |               |                |                |
| Georg Leber                | SPD                        | 73.127        | 54,8          | 64.451         | 48,1           |
| Friedrich Freiwald         | CDU                        | 51.205        | 38,4          | 51.568         | 38,5           |
| Andreas von Schoeler       | F.D.P.                     | 7.334         | 5,5           | 16.301         | 12,2           |
| Rudi Maurer                | DKP                        | 834           | 0,6           | 555            | 0,4            |
|                            | EFP                        | –             | –             | 150            | 0,1            |
| Hans Mokry                 | NPD                        | 858           | 0,6           | 898            | 0,7            |

### Bundestagswahl 1969
| Gegenstand der Nachweisung | Gegenstand der Nachweisung | Erst- stimmen | Erst- stimmen | Zweit- stimmen | Zweit- stimmen |
| Bewerber                   | Partei                     | Anzahl        | %             | Anzahl         | %              |
| -------------------------- | -------------------------- | ------------- | ------------- | -------------- | -------------- |
| Wahlberechtigte            | Wahlberechtigte            | 150.345       | 100,0         | 150.345        | 100,0          |
| Wähler                     | Wähler                     | 126.320       | 84,0          | 126.320        | 84,0           |
| Ungültige Stimmen          | Ungültige Stimmen          | 2.610         | 2,1           | 1.684          | 1,3            |
| Gültige Stimmen            | Gültige Stimmen            | 123.710       | 100,0         | 124.636        | 100,0          |
| davon                      |                            |               |               |                |                |
| Georg Leber                | SPD                        | 68.396        | 55,3          | 62.130         | 49,8           |
| Friedrich Freiwald         | CDU                        | 43.045        | 34,8          | 45.068         | 36,2           |
| Wilhelm Alexander Menne    | FDP                        | 5.443         | 4,4           | 9.440          | 7,6            |
| Werner Hofmann             | ADF                        | 1.119         | 0,9           | 1.014          | 0,8            |
| Richard Wenninger          | EP                         | 380           | 0,3           | 409            | 0,3            |
|                            | GPD                        | –             | –             | 239            | 0,2            |
| Hans-Guido Weiser          | NPD                        | 5.327         | 4,3           | 6.336          | 5,1            |

### Bundestagswahl 1965
| Gegenstand der Nachweisung | Gegenstand der Nachweisung | Erst- stimmen | Erst- stimmen | Zweit- stimmen | Zweit- stimmen |
| Bewerber                   | Partei                     | Anzahl        | %             | Anzahl         | %              |
| -------------------------- | -------------------------- | ------------- | ------------- | -------------- | -------------- |
| Wahlberechtigte            | Wahlberechtigte            | 157.164       | 100,0         | 157.164        | 100,0          |
| Wähler                     | Wähler                     | 130.198       | 82,8          | 130.198        | 82,8           |
| Ungültige Stimmen          | Ungültige Stimmen          | 3.794         | 2,9           | 2.997          | 2,3            |
| Gültige Stimmen            | Gültige Stimmen            | 126.404       | 100,0         | 127.201        | 100,0          |
| davon                      |                            |               |               |                |                |
| Georg Leber                | SPD                        | 61.012        | 48,3          | 60.097         | 47,2           |
| Friedrich Freiwald         | CDU                        | 47.737        | 37,8          | 46.499         | 36,6           |
| Wilhelm Alexander Menne    | FDP                        | 11.423        | 9,0           | 13.533         | 10,6           |
|                            | AUD                        | –             | –             | 165            | 0,1            |
| Lorenz Knorr               | DFU                        | 3.198         | 2,5           | 3.485          | 2,7            |
| Kurt Bauer                 | NPD                        | 3.034         | 2,4           | 3.422          | 2,7            |

### Bundestagswahl 1961
| Gegenstand der Nachweisung | Gegenstand der Nachweisung | Erst- stimmen | Erst- stimmen | Zweit- stimmen | Zweit- stimmen |
| Bewerber                   | Partei                     | Anzahl        | %             | Anzahl         | %              |
| -------------------------- | -------------------------- | ------------- | ------------- | -------------- | -------------- |
| Wahlberechtigte            | Wahlberechtigte            | 158.316       | 100,0         | 158.316        | 100,0          |
| Wähler                     | Wähler                     | 135.201       | 85,4          | 135.201        | 85,4           |
| Ungültige Stimmen          | Ungültige Stimmen          | 2.572         | 1,9           | 6.242          | 4,6            |
| Gültige Stimmen            | Gültige Stimmen            | 132.629       | 100,0         | 128.959        | 100,0          |
| davon                      |                            |               |               |                |                |
| Peter Horn                 | CDU                        | 47.183        | 35,6          | 44.922         | 34,8           |
| Georg Leber                | SPD                        | 60.166        | 45,4          | 58.210         | 45,1           |
| Alexander Menne            | FDP                        | 18.554        | 14,0          | 18.796         | 14,6           |
| Hans Biermann              | GDP (DP-BHE)               | 2.364         | 1,8           | 2.540          | 2,0            |
| Lorenz Knorr               | DFU                        | 3.363         | 2,5           | 3.438          | 2,7            |
| Gustav Stürtz              | DRP                        | 999           | 0,8           | 1.053          | 0,8            |

### Bundestagswahl 1957
| Gegenstand der Nachweisung | Gegenstand der Nachweisung | Erst- stimmen | Erst- stimmen | Zweit- stimmen | Zweit- stimmen |
| Bewerber                   | Partei                     | Anzahl        | %             | Anzahl         | %              |
| -------------------------- | -------------------------- | ------------- | ------------- | -------------- | -------------- |
| Wahlberechtigte            | Wahlberechtigte            | 146.528       | 100,0         | 146.528        | 100,0          |
| Wähler                     | Wähler                     | 125.334       | 85,5          | 125.334        | 85,5           |
| Ungültige Stimmen          | Ungültige Stimmen          | 2.964         | 2,4           | 5.391          | 4,3            |
| Gültige Stimmen            | Gültige Stimmen            | 122.370       | 100,0         | 119.943        | 100,0          |
| davon                      |                            |               |               |                |                |
| Hermann Brill              | SPD                        | 50.593        | 41,3          | 49.137         | 41,0           |
| Peter Horn                 | CDU                        | 52.039        | 42,5          | 50.351         | 42,0           |
| Karl vom Rath              | FDP                        | 11.236        | 9,2           | 11.174         | 9,3            |
| Rudolf Sandner             | GB/BHE                     | 3.773         | 3,1           | 3.985          | 3,3            |
| Wolfgang Pusch             | DP                         | 2.989         | 2,4           | 3.456          | 2,9            |
| Johannes Rogge             | BdD                        | 536           | 0,4           | 567            | 0,5            |
| Günther Ziesecke           | DRP                        | 1.204         | 1,0           | 1.273          | 1,1            |

### Bundestagswahl 1953
| Gegenstand der Nachweisung | Gegenstand der Nachweisung | Erst- stimmen | Erst- stimmen | Zweit- stimmen | Zweit- stimmen |
| Bewerber                   | Partei                     | Anzahl        | %             | Anzahl         | %              |
| -------------------------- | -------------------------- | ------------- | ------------- | -------------- | -------------- |
| Wahlberechtigte            | Wahlberechtigte            | 141.508       | 100,0         | 141.508        | 100,0          |
| Wähler                     | Wähler                     | 114.865       | 81,2          | 114.865        | 81,2           |
| Ungültige Stimmen          | Ungültige Stimmen          | 2.999         | 2,6           | 5.298          | 4,6            |
| Gültige Stimmen            | Gültige Stimmen            | 111.866       | 100,0         | 109.567        | 100,0          |
| davon                      |                            |               |               |                |                |
| Peter Horn                 | CDU                        | 42.147        | 37,7          | 41.902         | 38,2           |
| Hermann Brill              | SPD                        | 41.294        | 36,9          | 40.139         | 36,6           |
| Dieter Fertsch-Röver       | FDP                        | 15.462        | 13,8          | 15.033         | 13,7           |
| Franz Supan                | GB/BHE                     | 3.675         | 3,3           | 3.456          | 3,2            |
| Herbert Wernicke           | DP                         | 3.760         | 3,4           | 4.214          | 3,8            |
| Emil Carlebach             | KPD                        | 3.153         | 2,8           | 3.091          | 2,8            |
| Alfred Kampfrath           | GVP                        | 1.388         | 1,2           | 1.732          | 1,6            |
| Hans Stürtz                | DRP                        | 987           | 0,9           | –              | –              |

### Bundestagswahl 1949
|                   | Partei            | Anzahl  | %     |
| ----------------- | ----------------- | ------- | ----- |
| Wahlberechtigte   | Wahlberechtigte   | 124.140 | 100,0 |
| Wähler            | Wähler            | 82.327  | 66,3  |
| Ungültige Stimmen | Ungültige Stimmen | 4.451   | 5,4   |
| Gültige Stimmen   | Gültige Stimmen   | 77.876  | 100,0 |
| davon             |                   |         |       |
| Hermann Brill     | SPD               | 30.155  | 38,7  |
| Hans von Freyberg | CDU               | 19.612  | 25,2  |
| Ernst Landgrebe   | FDP               | 17.852  | 22,9  |
| Otto Lichtinger   | KPD               | 6.803   | 8,7   |
| Georg Schroeder   | Parteiloser       | 3.454   | 4,4   |